# In Old Arizona
In Old Arizona er en amerikansk westernfilm fra 1929, instrueret af Irving Cummings. Manuskriptet blev skrevet af Tom Barry og var baseret på figuren Cisco Kid fra novellen The Caballero's Way af O. Henry. 
Filmen var en stor nyskabelse i Hollywood. Det var den første store westernfilm der brugte den nye lydteknologi, og var den første tonefilm der blev optaget udendørs. Det gjorde omfattende brug af autentiske locations, og blev filmet i Bryce Canyon National Park og Zion National Park i Utah og i Mission San Juan Capistrano
og Mojaveørkenen i Californien.
Warner Baxter vandt en Oscar for bedste mandlige hovedrolle for sin rolle i filmen. Filmen var yderligere nomineret til fire priser: Oscar for bedste instruktør til Irving Cummings, Oscar for bedste historie til Tom Barry, 
Oscar for bedste fotografering til Arthur Edeson og en Oscar for bedste film.